# There's No Disgrace Like Home
"There's No Disgrace Like Home" és el quart episodi de la primera temporada de Els Simpsons. Va ser estrenat el 28 de gener de 1990 per la Fox Network. En el capítol, Homer s'avergonyeix de la seua família després d'un catastròfic picnic amb els seus companys de feina, i decideix que els Simpson han de seguir una teràpia. El terapista intenta solucionar els seus problemes, però al final desisteix i els torna els diners. Va ser un dels primers episodis, amb uns dissenys de personatges propis de la primera etapa i amb pocs caràcters presents. Està inspirat en la comèdia de Laurel i Hardy i mostra referències culturals de pel·lícules com Ciutadà Kane o Freaks, així com de la sèrie de televisió Batman. Els crítics han assenyalat que els personatges es comporten de manera diferent a com ho farien en temporades posteriors. Va ser el primer episodi de la sèrie estatunidenca que es va emetre al Regne Unit, per la BBC.

## Argument
Homer duu la seua família al picnic de l'empresa, que se celebra a luxosa mansió del seu cap, Mr. Burns, el qual acomiada qualsevol treballador que no tinga una família ben avinguda. Homer s'adona que Burns aprecia les famílies que tracten els seus membres amb amor i respecte i comenta a la seua que es comporten d'aquesta manera. Però, tant Bart com Lisa corren salvatges pels jardins, mentre que Marge Simpson s'emborratxa. Homer es lamenta de la seua família i els Simpson abandonen el picnic.
Homer conta a la seua família que va a convertir-los en un conjunt respectable. Insisteix a sopar a taula en lloc de fer-ho al sofà davant el televisor. Quan la resta de la família també insisteix que ells no són tan roïns, Homer se'ls enduu a fer un tomb pel veïnat, on veuen les altres famílies visquent en harmonia. Una d'elles els pren per merodeadors. Deprimit, Homer va a la Taverna de Moe, on veu l'anunci del Centre de Teràpia Familiar del Doctor Marvin Monroe. Quan sent que el Dr. Monroe garanteix "la felicitat familiar o els retorna el doble del que han pagat", de seguida Homer demana cita.
Per a pagar el car tractament, Homer es gasta el fons universitari dels seus fills i penyora el televisor. El Dr. Monroe prova de solucionar el conflicte familiar amb tractaments tradicionals, però sembla que els fan cap efecte. Llavors, el doctor suggereix un tractament radical, i col·loca a la família Simpson amb electrodes. Enviaran a cada membre de la família un xoc elèctric quan estiguen empipats, amb l'esperança de què comencen a associar el mal comportament amb els dolorosos xocs. En canvi, la família immediatament comença a produir-se xocs elèctrics entre els seus membres sense cap pietat, recarregant la màquina i baixant la potència de les bombetes del Centre i de la ciutat. El Dr. Monroe desconnecta la màquina, admet que no pot ajudar els Simpson i els ha de donar el doble del cost del tractament. Homer empra eixos diners per comprar un televisor millor que el que havien donat com a penyora, amb la qual cosa es guanya l'amor i el respecte de la seua família.

## Producció

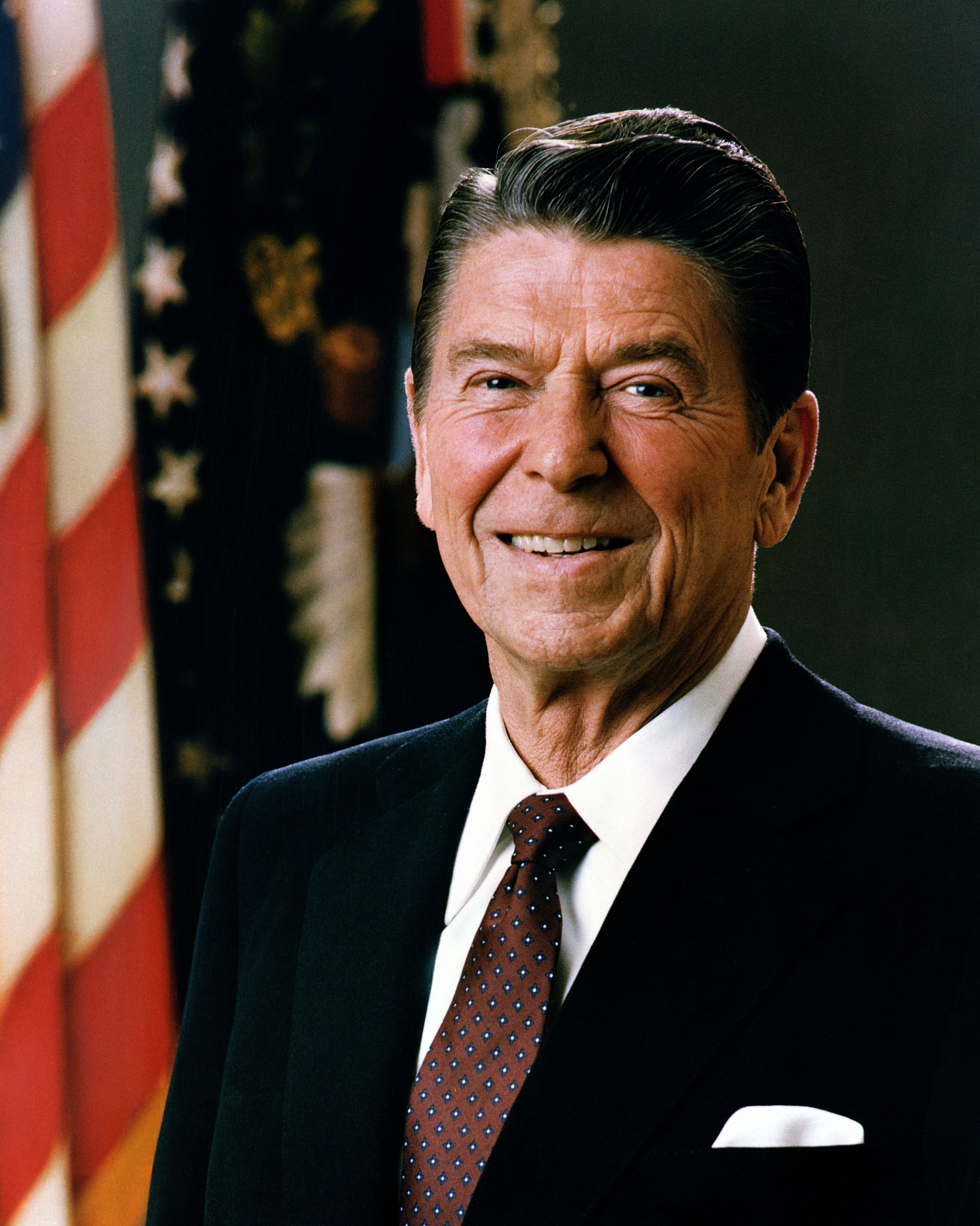
En aquest episodi, el caràcter de Burns està influenciada per Ronald Reagan

L'episodi mostra signes d'haver estat dels primers a haver-se produït. Els personatges actuen de forma diferent a com ho faran en les temporades posterior; Lisa, per exemple, és indisciplinada i temperamental, mentre que Homer és la veu del seny; aquestos rols seran revertits posteriorment.
Seria el segon capítol en el qual hi apareix Mr. Burns. En principi, aquest personatge tenia influències de Ronald Reagan, però més tard eixa inspiració es va deixar a un costat. La idea en que dona la benvinguda als seus treballadors amb targetes està presa precisament de la manera en què el president dels Estats Units rebia els seus convidats. En aquest episodi, Mr. Burns diu per primer cop "release the hounds" (amolleu els gossos). També és el primer cop en què Waylon Smithers apareix de color groc, després que en Homer's Odyssey fos animat de color negre, per equivocació.
És el debut de personatges com el Dr. Marvin Monroe i de Rasca i Pica; tot i que els darrers ja havien estat presents als curtmetratges d'Els Simpson. L'episodi també suposa la primera aparició dels policies Eddie i Lou, encara que Lou és groc en lloc de negre, com més tard esdevindria. Rep el seu nom de Lou Whitaker, un jugador professional de bèisbol.
Una altra diferència amb capítols posteriors es troba a la Taverna de Moe, llavors un bar amb ambient de saloon amb les portes mòbils. Adintre, Barney Gumble és ros, mentre que el mateix Moe té els cabells negres, la qual cosa es modificaria també.
La idea de l'escena de la teràpia de xoc està basada en una de Laurel i Hardy llençant-se pastissos un a l'altre. Va ser remuntada en la sala d'edició, amb un desenvolupament diferent a quan es va produir primer. Les edicions a esta escena eren preliminars, però donada la bona acollida, van romandre inalterables en el producte final.
A vegades, algunes fonts han variat lleugerament el títol. La modificació més comuna és "There's No Place Like Homer".